# Farini (Višnjan)
Pour les articles homonymes, voir Farini (homonymie).
Farini (en italien : Farini) est une localité de Croatie située en Istrie, dans la municipalité de Višnjan, dans le comitat d'Istrie. En 2001, la localité comptait 53 habitants.

## Démographie
| 1948 | 1953 | 1961 | 1971 | 1981 | 1991 | 2001 |
| ---- | ---- | ---- | ---- | ---- | ---- | ---- |
| 62   | 54   | 55   | 49   | 53   | 51   | 53   |